# Войцешек Ярослав Олегович
Войцешек Ярослав Олегович — український сценарист, режисер, куратор сценарного курсу Ukrainian Film School. Працював над сценаріями до анімаційних фільмів «Викрадена принцеса: Руслан і Людмила» (2018) та «Мавка. Лісова пісня» (2020), а також фільмів «Сторожова застава» (2017), «Захар Беркут» (2019), «Пульс» (2020).

#### Освіта
Навчався у Харківській державній академії культури. Спеціальність «Режисер кіно і телебачення» (2007—2012). 
Театральна студія при Маріупольському міському театрі. Спеціальність «актор» 2005—2006 р.

#### Досвід роботи
2013 по сьогодні — анімаційна студія «Анімаград».
2012—2013 — Київська студія телевізійних фільмів.
2010—2012 — маріупольська анімаційна студія «Фокус».
2009—2010 — Маріупольська рекламна студія «Кор Медіа».

#### Фільмографія режисера
2012 р. — «Легенди нового світу [Архівовано 13 листопада 2014 у Wayback Machine.]»
2010 р. — «Критик»
2009 р. — «Байкер 3»
2008 р. — «Хто в кущах? Байкер 2»
2008 р. — «Маніяк»
2007 р. — «Байкер 1»

##### Результати участі у вітчизняних або міжнародних кінофестивалях
- 1 місце в номінації «Експериментальне кіно» І Фестивалю аматорського кіно «Молодіжний кіноСВІТ» за фільм «Маніяк», 2009 р.
- 2 місце в номінації «Ігрове кіно» І Фестивалю аматорського кіно «Молодіжний кіноСВІТ» за фільм «Хто в кущах? Байкер 2», 2009 р.
- Нагорода "За сталість в обраній темі в номінації «Ігрове кіно» II Фестивалю аматорського кіно «Молодіжний кіносвіт» за фільм «Байкер 3», 2010 р.
- Лауреат у номінації «Ігрове кіно» II відкритого кіноконкурсу аматорського відео «КіТи» за фільм «Байкер», 2012 р.[4]
- Лауреат у номінації «Ігрове кіно: повний метр» III відкритого кінофестивалю «КіТи» за фільм «Легенди нового світу», 2013 р.[4]

##### Нагороди, отримані на кінофестивалях
- 1 місце в номінації «Експериментальне кіно» І Фестивалю аматорського кіно «Молодіжний кіноСВІТ» за фільм «Маніяк», 2009 р.
- 2 місце в номінації «Ігрове кіно» І Фестивалю аматорського кіно «Молодіжний кіноСВІТ» за фільм «Хто в кущах? Байкер 2», 2009 р.
- Нагорода "За сталість в обраній темі в номінації «Ігрове кіно» II Фестивалю аматорського кіно «Молодіжний кіносвіт» за фільм «Байкер 3», 2010 р.
- Лауреат у номінації «Ігрове кіно» II відкритого кіноконкурсу аматорського відео «КіТи» за фільм «Байкер», 2012 р.[4]
- Лауреат у номінації «Ігрове кіно: повний метр» III відкритого кінофестивалю «КіТи» за фільм «Легенди нового світу», 2013 р.[4]

#### Фільмографія сценариста
- «Конотопська відьма» 2024 р., повнометражний художній фільм
- «Моя улюблена Страшко» 2021 р., серіал
- «Пульс» 2021 р., повнометражний художній фільм
- «Роксолана» (2023, у розробці), повнометражний анімаційний фільм
- «Мавка. Лісова пісня» (2022, у виробництві), повнометражний анімаційний фільм
- «Захар Беркут» 2018 р., повнометражний художній фільм
- «Голодний дух» 2018 р., короткометражний анімаційний фільм
- «Викрадена принцеса: Руслан та Людмила» 2015 р., повнометражний анімаційний фільм
- «Сторожова Застава» 2015 р., повнометражний художній фільм[5]